# Kholaptila
Kholaptila is een geslacht van schietmotten uit de familie Hydroptilidae

## Soorten
Deze lijst is mogelijk niet compleet.
- K. serrata H Malicky & P Chantaramongkol, 2007